# Lucy Walter
Lucy Walter (eller Lucy Barlow; ca.1630-1658) var kong Karl 2. af Englands elskerinde og mor til  James Scott, 1. hertug af Monmouth. Hun er antagelig født i omkring 1630 på et slot i nærheden af Haverfordwest i Wales.

## Oprindelse
Lucy Walter var datter af William Walter af Haverfordwest og hustru, Elizabeth Protheroe, en walisisk adelsdame. Hun er født i Thomas Howard, 2. hertug af Norfolks andet ægteskab. Familien Walter var en højtstående familie, som tog parti for kongen under den Engelske borgerkrig. Roch Castle blev beslaglagt af parlamentets styrker i 1644, og Lucy Walter måtte søge tilflugt i London og derefter i Haag.

## Kurtisane
Via familieforbindelse kom hun ind i udkanten af Londons society, og i en alder af sytten år blev hun Algernon Sidneys elskerinde. Han var officer tilknyttet jarlen af Leicester. I Holland mødte hun hans yngre bror, eksilroyalisten Robert Sidney, som hun indledet et forhold med. Det var gennem Robert at hun mødte Karl 2.
Det findes kun lidet bevis til støtte for historien om at hun var Karl 2.s første kone, og det er klart at han ikke var hendes første kæreste i kongelige kredse. Forholdet med Karl 2. varede med afbrydelser til efteråret 1651, og Karl anerkendte deres søn,  James, født i 1649, som han gav titlen hertug af Monmouth.
Efter at hendes forhold til Karl blev afsluttet af ukendte årsager, levede hun et fattigt og udsvævende liv, en livsførelse som muligvis resulterede i hendes tidlige død i Paris i september/oktober 1658. 
Lucy Walter fødte også en datter Mary i (1651). Det er uvist, hvem som var far til hende. Mary giftede sig med William Sarsfield.